# Rachelle Verdel
Rachelle Verdel (Haarlem, 14 januari 1996) is een Nederlandse actrice en danseres en tweevoudig wereldkampioen streetdance.
Verdel speelde onder andere in de musicals Pinokkio, Ciske de Rat en Mary Poppins. Naast haar theatercarrière heeft ze ook ervaring met films en series. Ze speelde de hoofdrol in Foeksia de Miniheks en speelde de titelrol in Naranjina.
Verdel speelde twee jaar een grote rol in de serie VRijland in het jaar 2012 en 2013-2014 de rol van Milou. Vervolgens speelde ze in 2014 een rol in de televisiefilm Jongens en in de film Nena.